# الکساندرا برک
الکساندرا ایملدا سیسیلیا اوان برک (به انگلیسی: Alexandra Imelda Cecelia Ewan Burke) (زادهٔ ۲۵ اوت ۱۹۸۸) خواننده، ترانه‌سرا و رقصنده بریتانیایی است.
او در سال ۲۰۰۸ و در فصل پنجم ایکس فاکتور بریتانیا اول شد .
الکساندرا برک به‌عنوان برنده فاکتور اکس ترانه «هللویا» اثر لئونارد کوهن را بازخوانی کرد که رکورد پرفروش‌ترین تک‌آهنگ اروپا در طی یک دوره ۲۴ ساعته را با فروش ۱۰۵٬۰۰۰ نسخه در یک روز، به خود اختصاص داد. این ترانه در بریتانیا نیز پرفروش بود و در ژانویه ۲۰۰۹ فروش آهنگ از مرز یک میلیون نسخه گذشت. این موفقیت، نام او را به‌عنوان نخستین خواننده تک زن بریتانیایی که به این میزان فروش رسیده بود، ثبت کرد.
نخستین آلبوم او با نام چیره شدن در اکتبر ۲۰۰۹ به بازار عرضه شد و در صدر جدول پرفروش‌ترین آلبوم‌های بریتانیا جای گرفت. ترانه‌های «هللویا» و «پسرهای بد» از آلبوم چیره شدن، ۲ نامزدی جایزه بریت را برای برک به ارمغان آوردند. تا دسامبر ۲۰۱۰، این آلبوم و تک‌آهنگ‌هایش فقط در بریتانیا بیش از ۴ میلیون نسخه فروش داشته‌اند.

## زندگی‌نامه
برک در ۲۵ اوت ۱۹۸۸ در ایزلینگتون لندن زاده شد. نام‌های میانی او از مادربزرگ بزرگش (ایملدا) و پدربزرگش (سیسیل) و نام مجردی مادرش (اوان) گرفته شده‌اند. پدرش دیوید برک زاده جامائیکا و مادرش ملیسا بل، خواننده (عضو پیشین Soul II Soul) زاده بریتانیا با تبار جامائیکایی، ایرلندی و داگلا است. والدینش وقتی که او شش ساله بود، از هم جدا شدند. الکساندرا تمام عمرش را تاکنون در ایزلینگتون زندگی کرده و ۴ برادر و یک خواهر دارد.
برک خوانندگی را در ۵ سالگی آغاز کرد و در سن ۹ سالگی آوازخوانی را همراه مادرش بر روی صحنه‌ای در کشور بحرین تجربه کرد. در ۱۲ سالگی در یک برنامه تلویزیونی استعدادیابی به نام ستاره برای یک شب شرکت کرد که کوچکترین داوطلب به‌شمار می‌رفت.

## آلبوم‌ها

### آلبوم‌های استودیویی
- Overcome :۲۰۰۹
- Heartbreak on Hold :۲۰۱۲
- No More You :۲۰۱۴

### آلبوم‌های چندآهنگه
- Christmas Gift :۲۰۱۲
- ۲۰۱۳: ‏ NewRules#

## تورها
- ۲۰۰۹: The X Factor Live
- ۲۰۱۱: All Night Long Tour
- ۲۰۱۳: Lady Sings the Blues